# Dichrogaster oregona
Dichrogaster oregona là một loài tò vò trong họ Ichneumonidae.